# Сапега, Ежи Фелициан
Ежи Фелициан Сапега (февраль 1680 — 3 сентября 1750) — государственный и военный деятель Великого княжества Литовского, кухмистр великий литовский (1708—1709), староста вильковский, генерал-майор литовских войск (1708), маршалок Литовского Трибунала (1717), воевода мстиславский (1742—1750).

## Биография
Представитель чарейско-ружанской линии литовского магнатского рода Сапег герба «Лис», третий сын конюшего великого литовского Франтишека Стефана Сапеги (ок. 1646—1686) и Анны Кристины Любомирской (ум. 1701). Имел братьев Яна Казимира и Юзефа Франтишека.
Учился в иезуитском коллегиуме в Брунсберге, затем вместе со старшим братом Юзефом Франтишеком путешествовал по Европе (1697—1701).
В начале Северной войны (1700—1721) Ежи Фелициан Сапега перешел на сторону Станислава Лещинского, получив от него в 1708 году должность кухмистра великого литовского. В 1709 году перешел на сторону Августа Сильного. В 1717 году был избран маршалком Трибунала Великого княжества Литовского.
Избирался послом (депутатом) на сеймы в 1720, 1724, 1729, 1732 и 1733 годах.
В 1733 года на элекционном сейме Ежи Фелициан Сапега поддерждал кандидатуру Станислава Лещинского на польский королевский престол. В 1734 году вместе с Лещинским находился в Гданьске, осажденной русско-саксонской армией. Он был одним из самых доверенных людей Станислава Лещинского. Был арестован в русском лагере в Пруще-Гданьском. После освобождения из плена признал королём Речи Посполитой Августа III Веттина и призывал всех сторонников Станислава Лещинского прекратить дальнейшее безнадежное сопротивление.
В 1738 году Ежи Фелициан Сапега был избран послом на сейм. В 1742 году получил должность воеводы мстиславского. В 1748 году стал кавалером ордена Белого Орла.

## Семья
В 1706 году женился на Катаржине Радомицкой, от брака с которой оставил единственную дочь:
- Марианна Сапега, 1-й муж староста Веселовский Игнацы Козьминский, 2-й муж воевода Брест-Куявский Людвик Домбский